# Tmesisternus agriloides
Tmesisternus agriloides là một loài bọ cánh cứng trong họ Cerambycidae.